# 劉振基
劉振基（1539年—1574年），字克成，號少峰，山東青州府莒州沂水縣人，民籍，明朝政治人物。

## 生平
隆庆元年（1567年）丁卯科山東鄉試第八名舉人。隆慶五年（1571年）中式辛未科會試第二十四名，三甲第一百三十二名進士。吏部觀政，授知襄垣縣，以疾告歸，萬曆二年卒。

## 家族
曾祖劉冔，知縣；祖父劉度，歲貢生；父劉直，母李氏。具庆下。弟振俗、振業。